# 琥珀宫

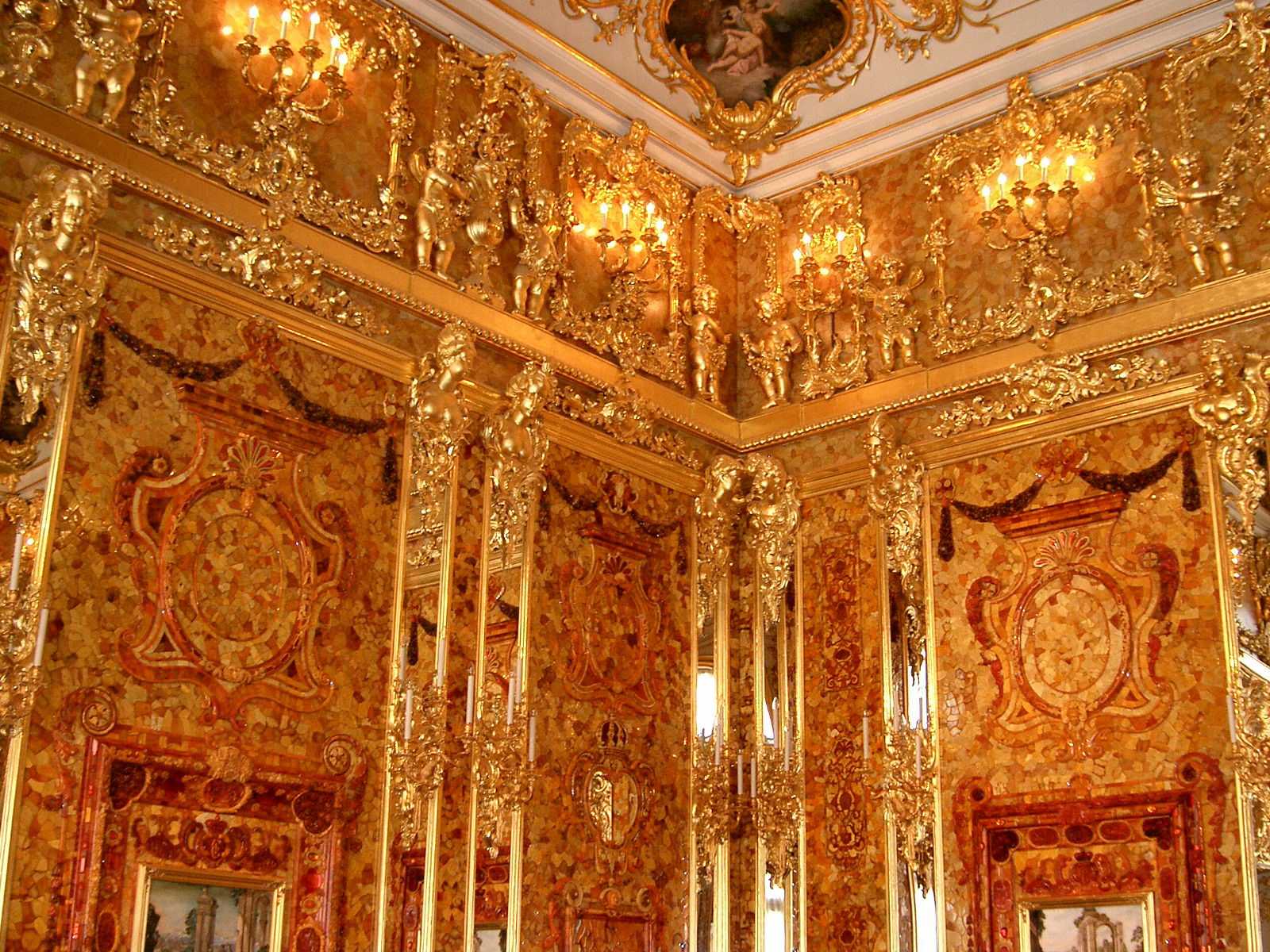
同等材料修建的仿琥珀宫

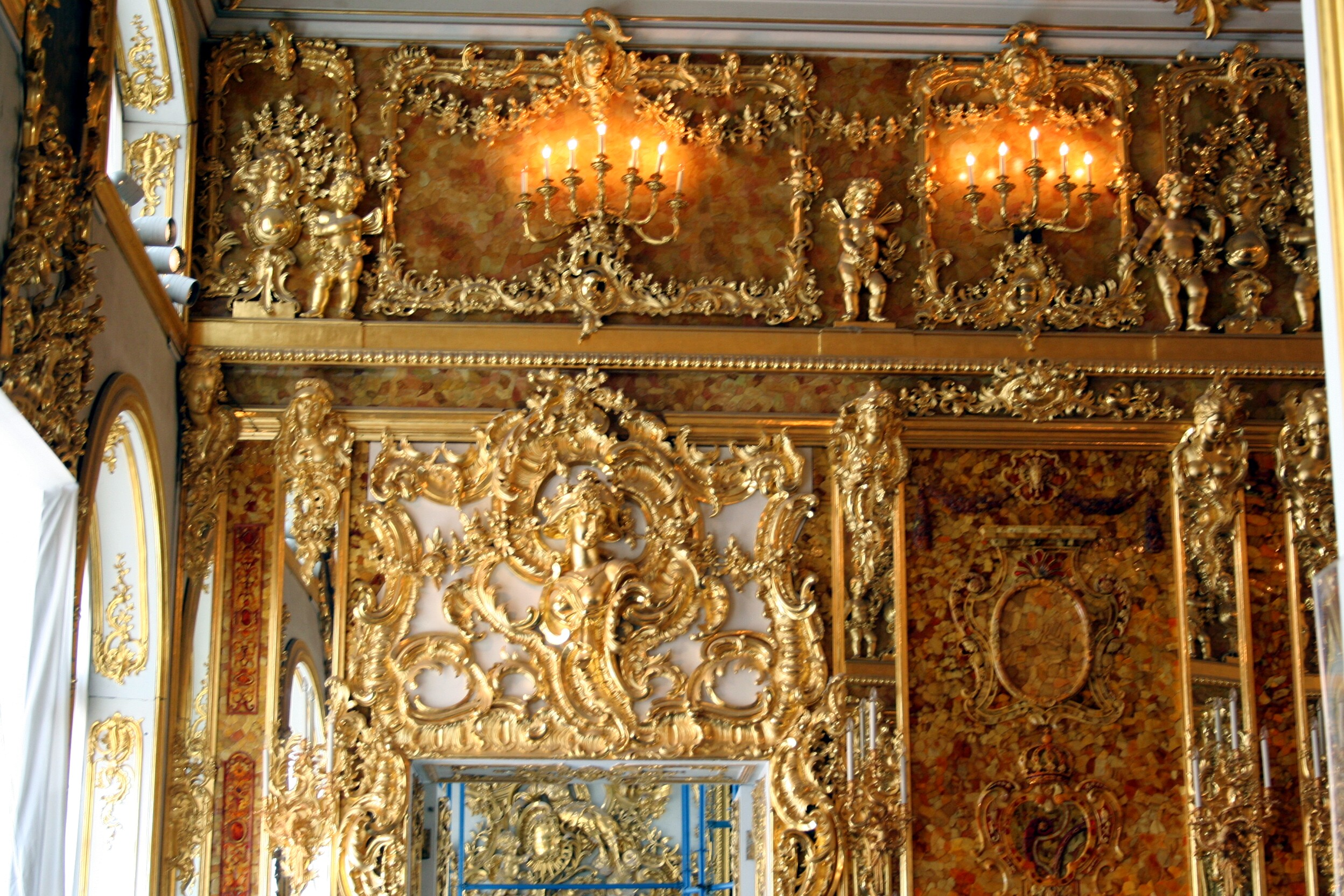
仿琥珀宫的窗台雕刻

琥珀宫（德語：Bernsteinzimmer），又称琥珀屋、琥珀廳，是位于俄罗斯圣彼得堡附近葉卡捷琳娜宮内的一座通体由琥珀和黄金装饰而成的，极端奢华的建筑。曾在18—20世纪间一度被称作“世界第八大奇迹”。在第二次世界大战中，琥珀宫被德军占据，并被拆装运回德国。二战结束后，这一稀世珍宝却告离奇失踪。曾有许多人猜测和勘探过其下落，但都无果而终，使其成为20世纪最著名的悬案之一。

## 历史

### 建造
1701年，第一位普鲁士国王腓特烈一世为了给他的王后一个豪华的居所，因而在柏林的夏洛特堡宫内命人建造了这一奢华宫殿建筑。著名建筑设计师安德烈亚斯·施吕特（Andreas Schlüter）受命设计了这一建筑。并由多国的著名工匠对其进行了装修。最终成型的建筑内部镶嵌了大量的黄金和宝石，风格上颇似法国凡尔赛宫的镜厅。由于建筑内部最主要的装饰材料为当时价格极端昂贵的琥珀，因此该宫殿得名琥珀宫。1716年，俄国沙皇彼得一世访问普鲁士，这座宫殿便被新任国王腓特烈·威廉一世作为俄普亲善的礼物送给了彼得一世。在琥珀宫的帮助下，普鲁士和俄罗斯结成了联盟，共同对抗瑞典。琥珀宫先是放置在俄国的冬宫。之后，便被放置在圣彼得堡郊外的葉卡捷琳娜宮内直到1941年，并在前苏联时期一度成为旅游胜地。
琥珀宫表现了德国和俄国工匠的智慧。在18世纪的修缮后，这个伟大的宫殿包含了超过55平方米的琥珀，这些琥珀更重达6吨。它花费了工匠们10年的时间建造。

### 二战中的迁移与失踪
1941年6月苏德战争爆发后，琥珀宫最终落入德军手中。德国極其重视这一无价之宝，于是用火车将其运抵东普鲁士的柯尼斯堡，存放在城市的城堡当中对外展示。1945年初，反攻的苏军已进逼哥尼斯堡，希特勒下令对琥珀宫进行紧急转移，试图从海路将其运往德国中部。但在命令下达之后不久，哥尼斯堡即被英国皇家空军夷为平地。1945年4月9日，苏军占领该城，却未发现琥珀宫的下落，自此琥珀宫即告失踪。

## 可能下落
尽管琥珀宫很有可能在二战中毁于轰炸，但许多人仍坚信它仍存在于某地。
如果说琥珀宫被纳粹用船运走了，据考古学家估计，最有可能的藏宝之处，应该是奥地利中部的托普利茨湖。二战期间，纳粹德国在托普利茨湖进行秘密武器实验。二战末期，预感到末日将至的德军把许多东西投进了托普利茨湖。目击者说，其中包括一些刻有俄文的板条箱。不过迄今为止，探险家并没有在湖里发现“琥珀宫”的蛛丝马迹。
如果琥珀宫没有被运走，那么它可能仍在哥尼斯堡——即今日俄罗斯的加里宁格勒。1997年，一位德国游客就曾在那里的海滩上捡到了琥珀宫壁板上的一块镶嵌物。但据当年看守人员的回忆，当年苏军进攻格尼斯堡时，德军有意地烧毁了一些艺术品，琥珀宫很可能在大火中被焚毁。

### 2008年的重大发现
最近的发现，2008年的二月，在一座名为多伊茨希诺伊多夫，位于德国与捷克边境的小城。发现了一个20米深坑。
另一个发现来自寻找琥珀屋组织在魏玛东边大约30英里的山上。德国发言人亨利·哈特（Henry Hatt）告诉媒体他知道琥珀屋被藏在哪里。 根据他的描述，琥珀屋和其他一些财宝被带到了魏玛，又从魏玛被带到一个名为萨尔费尔德的小镇，并藏在一个旧的地下矿室。 现在，这个组织正在寻找一个电影制作公司，打算把这一发现拍成电影。美国军方调查实验室的一个附属单位宣称，他们已经解决了二战最大的秘密。

## 重建

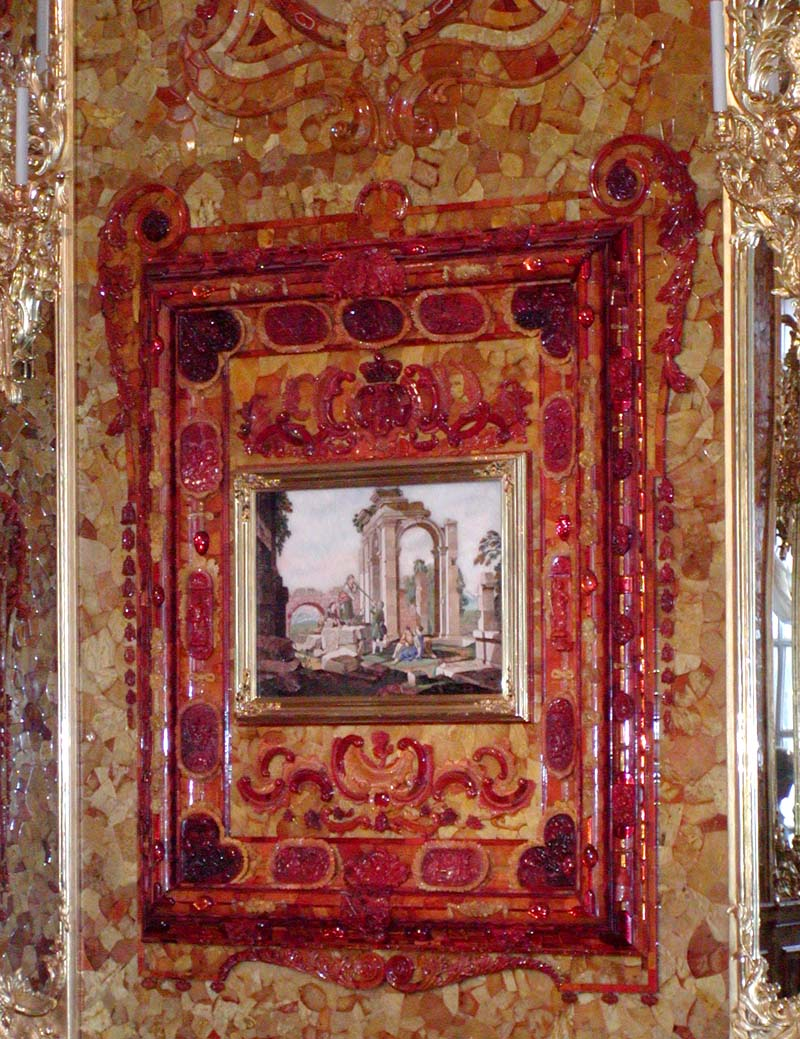
重建的琥珀宫局部.

由于本身所具有的历史价值，琥珀宫的潜在价值已达5亿英镑。2002年，俄罗斯用与原建筑同等多的同等材料重建了琥珀宫，并对外界开放参观。